# Zenon Matysik
Pour les articles homonymes, voir Matysik.
Zenon Matysik, né le 7 juillet 1935, est un ancien joueur de basket-ball polonais.